# غریب‌آباد (چشمه زیارت، چهار)
غریب‌آباد روستایی در دهستان چشمه زیارت بخش مرکزی شهرستان زاهدان استان سیستان و بلوچستان ایران است.

## جمعیت
بر پایه سرشماری عمومی نفوس و مسکن در سال ۱۳۹۵ جمعیت این مکان ۹۱ نفر (۱۸خانوار) بوده‌است.